# Морски фар
Морски фар е съоръжение във формата на кула със силна светлина на върха за обозначаване на морските пътища на плавателни съдове.
Изгражда се на брега, на остров или плитчина в големи водни басейни. Съоръжението е обзаведено със силен светлинен източник, дооборудван с оптическа система за усилване на светлината, звукова система за предупреждение – сирена, и обикновено е боядисан в контрастни цветове.
Освен светлинен и звуков сигнал, някои фарове предават и радио сигнал (радиофарове). Морските фарове се използват за сигнализация за опасни области от сушата, скали на неочаквани места, както и за безопасно навлизане на кораби в пристанищата.
С напредъка на навигационната техника, фаровете остават на заден план. Работещите фарове по света не привишават 1500 и те служат основно за туристическа атракция.
Един от известните фарове в историята е Александрийският фар, построен на остров Фарос, близо до град Александрия в Египет. Латинското име на острова е навлязло в много европейски езици като нарицателно за морски фар.